# Sherlock Jr.
Sherlock Jr. (bra: Bancando o Águia) é um filme estadunidense de 1924, do gênero comédia, dirigido e estrelado por Buster Keaton e escrito por Clyde Bruckman, Jean Havez e Joseph A. Mitchell. Apresenta  Kathryn McGuire, Joe Keaton e Ward Crane.
Em 1991,  Sherlock Jr.  dos Estados Unidos  foi selecionado para preservação no Registro Nacional de Filmes  pela  Biblioteca do Congresso  como sendo "culturalmente, historicamente ou esteticamente significativo". 
Foi eleito pelo American Film Institute como uma das 100 melhores comédias de todos os tempos (62ª posição).

## Sinopse
Um projetista e faxineiro de cinema (Buster Keaton) está apaixonado por uma garota bonita (Kathryn McGuire). Contudo, ele possui um rival, o "Sheik Local" (Ward Crane). Nenhum dos dois têm muito dinheiro. O projetista também deseja ser um detetive, e coloca suas poucas habilidades em prática quando é acusado por um rival de roubar o relógio do pai de sua namorada.  

## Elenco
- Buster Keaton como projetista / Sherlock Jr.
- Kathryn McGuire como a Garota
- Joe Keaton como o Pai da Garota
- Erwin Connelly como o Homem Contratado
- Ward Crane como O Sheik Local / O Vilão
- George Davis como Conspirador (sem créditos)

## Produção
Originalmente intitulado The Misfit, a produção começou em janeiro de 1924 em Los Angeles. Keaton disse mais tarde que seu personagem entrando na tela e em um filme foi "a razão para fazer todo o filme ... Apenas aquela situação". Depois de escalá-la anteriormente em Three Ages, Keaton escalou Marion Harlan como a atriz principal, mas ela ficou doente e foi substituída pela promissora do Keystone Studios atriz Kathryn McGuire.
Keaton inicialmente contratou Roscoe Arbuckle como seu co-diretor do filme. Keaton foi descoberto por Arbuckle, cuja carreira estava paralisada após ser acusado de estuprar Virginia Rappe em 1921. Durante o escândalo e o processo judicial, Arbuckle havia perdido sua mansão e carros e tinha uma dívida de $ 750.000.   Keaton queria ajudar seu velho amigo e contratou Arbuckle sob o pseudônimo de "William Goodrich". As filmagens começaram bem e Arbuckle estava feliz por estar de volta ao set, mas depois que Keaton corrigiu um erro que Arbuckle havia cometido, sua atitude mudou drasticamente.
Arbuckle ficou zangado e abusivo no set, gritando com os atores e, de acordo com Keaton, ficando "corado e furioso ... [o escândalo] apenas mudou seu temperamento". Em sua autobiografia, Keaton afirmou que era difícil trabalhar com Arbuckle e ele providenciou para que ele dirigisse The Red Mill para que Keaton pudesse terminar o filme sozinho. The Red Mill  não começou a produção até 1927. 
A produção incluiu um dos acidentes de set mais famosos de Keaton. Em uma cena em que Keaton agarra um bico de água enquanto caminhava em um vagão em movimento, a água inesperadamente inundou Keaton com muito mais força do que o previsto, jogando-o no chão. A nuca de Keaton bateu contra uma grade de aço no chão e o fez desmaiar. A dor era tão intensa que Keaton teve que parar de atuar mais tarde naquele dia e teve "dores de cabeça ofuscantes" por semanas depois, mas continuou trabalhando, tendo um conhecido limiar alto para dor física.
Não foi até 1935 que um médico detectou um calo sobre uma fratura na vértebra superior de Keaton em um raio-X. O médico informou a Keaton que ele havia quebrado o pescoço durante o acidente nove anos antes e não percebeu. Keaton é famoso por sempre realizar suas próprias acrobacias, e este não foi o único acidente no set. Em outra cena, a motocicleta que Keaton pilotava derrapou e se chocou contra duas câmeras, derrubando Eddie Cline e jogando Keaton em um carro próximo.
Sherlock Jr. também foi o filme mais complicado de Keaton para efeitos ópticos especiais e truques de câmera. O truque mais famoso do filme envolve Keaton pulando em uma pequena mala e desaparecendo. Keaton disse mais tarde que era um velho truque de vaudeville que seu pai havia inventado, e mais tarde ele o executou no Ed Sullivan Show em 1957, mas nunca revelou publicamente como o fez. O truque foi realizado com um alçapão atrás da mala e um ator deitado horizontalmente com roupas compridas escondendo seu torso ausente, o que permitiu que o ator caísse suavemente para a frente e andasse como se sempre tivesse estado na vertical. 
Keaton disse mais tarde que eles "passaram muito tempo fazendo essas cenas". As filmagens duraram quatro meses, enquanto Keaton normalmente levava dois meses para terminar um longa-metragem. A edição também foi difícil e demorou mais do que um filme típico de Keaton. Keaton disse mais tarde ao historiador de cinema Kevin Brownlow  "todo cinegrafista do ramo foi ver aquela foto mais de uma vez tentando descobrir como diabos fizemos isso."
Keaton retratou um dos primeiros exemplos de um filme dentro de um filme na sequência do sonho. O personagem de Keaton sai da sala de projeção e desce para o cinema, depois entra no filme que está sendo exibido no palco. Keaton explicou mais tarde que essa façanha foi alcançada por meio do uso de iluminação: "Construímos um palco com uma grande tela recortada preta. Em seguida, construímos os assentos da primeira fila e o fosso da orquestra... Iluminamos o palco para que parecesse como um filme sendo projetado em uma tela".
O personagem de Keaton é expulso do filme algumas vezes, mas finalmente consegue permanecer, e então é retratado em uma série de cenas diferentes, incluindo um parque, um lago e um deserto, por meio de uma série de cortes. Isso era único na época porque havia uma continuidade nas cenas e essa estratégia raramente havia sido usada por cineastas antes. Keaton e seu cinegrafista foram capazes de fazer isso usando instrumentos de agrimensor para posicionar Keaton e a câmera exatamente nas distâncias e posições corretas para dar suporte à ilusão de continuidade.

## Recepção

### Resposta da critica
Embora o público tenha ficado boquiaberto com alguns dos efeitos especiais, houve muito poucas risadas e Keaton começou a reeditar o filme para torná-lo mais engraçado. No entanto, a segunda pré-visualização foi mais decepcionante do que a primeira, e Keaton continuou reduzindo o filme para um filme muito curto de 5 rolos. O produtor Joseph Schenck queria que Keaton adicionasse mais 300 metros de filme (aproximadamente 11 minutos), mas Keaton recusou. 
O filme foi renomeado como Sherlock Jr. e lançado em 21 de abril de 1924. Arrecadou US$ 448.337, um pouco menos do que Three Ages. Keaton considerou o filme "tudo bem [mas] não um dos grandes", possivelmente devido ao fato de ter sido seu primeiro fracasso real após uma carreira de 25 anos no palco e na tela. 
Somando-se à bilheteria medíocre do filme, Sherlock Jr. recebeu críticas mistas. Recebeu boas críticas do The New York Times, que o chamou de "um dos melhores truques de tela já incorporados a uma comédia", e do Photoplay, que o chamou de "raro e revigorante". Outras notícias positivas vieram do  The Los Angeles Times, The Washington Post  e The Atlanta Constitution. As críticas negativas incluíram Picture Play, que escreveu que era desprovido de "engenhosidade e originalidade". A Variety  escreveu que era tão engraçado quanto "uma sala de cirurgia de hospital". Edmund Wilson, do The New Republic, criticou o desempenho de Keaton por não ter desenvolvimento de personagem suficiente e o filme por ter muito "maquinário e acrobacias".

### Legado
Em 2005, a Time nomeou Sherlock Jr. como um dos 100 filmes de todos os tempos. A revista afirmou: "O comediante impecável dirige a si mesmo em uma comédia muda impecável... Isso é, como alguns críticos argumentaram, um exemplo do surrealismo americano primitivo? Claro. Mas não vamos nos fantasiar sobre isso. É mais significativamente, um grande exemplo do minimalismo americano - objetos simples e movimentos manipulados de maneiras casualmente complexas para gerar uma gargalhada cada vez maior. A coisa toda tem apenas 45 minutos de duração, dos quais nenhum segundo é desperdiçado. sem soco, esta é a mais preciosa das virtudes." 
O crítico de cinema Dennis Schwartz escreveu que Sherlock Jr. é "uma das comédias silenciosas superiores de Buster, conhecida por seu humor inexpressivo usual, pastelão brincalhão, número de piadas visuais muito engraçadas, muitas realizações técnicas inovadoras e que ele fez suas próprias acrobacias (incluindo o perigoso onde ele estava pendurado em uma escada conectada a uma enorme bacia de água enquanto a água escorria e o arrastava para os trilhos da ferrovia, fraturando seu pescoço quase a ponto de quebrá-lo. Keaton sofreu de fortes enxaquecas por anos depois de fazer isso filme)."
Rotten Tomatoes relata uma aprovação de 94% de 17 críticos, com uma classificação média de 9,7/10.
Em 2012, foi classificado em 61º lugar na lista dos filmes mais bem editados de todos os tempos, selecionados pelos membros do Motion Picture Editors Guild. Foi uma grande influência no filme de Woody Allen de 1985, A Rosa Púrpura do Cairo. Nas pesquisas da Sight & Sound de 2012, foi classificado como o 59º maior filme já feito na pesquisa da crítica. Em 2015, Sherlock Jr. ficou em 44º lugar na lista da BBC dos "100 Maiores Filmes Americanos".
Quarenta minutos de filme, Buster pisa no freio do carro que dirige, fazendo com que o chassi pare e a carroceria continue. Essa piada foi reutilizada no filme de James Bond de 1987, The Living Daylights.  
Em 1º de janeiro de 2020, o filme entrou em domínio público nos Estados Unidos.